# Tour du Haut-Var 2008
Il Tour du Haut-Var 2008, quarantesima edizione della corsa e valida come evento dell'UCI Europe Tour 2008 categoria 1.1, fu disputata il 24 febbraio 2008, su un percorso di 197,3 km. Fu vinta dall'italiano Davide Rebellin, al traguardo con il tempo di 5h08'02" alla media di 38,431 km/h.
Partenza con 173 ciclisti, di cui 117 portarono a termine il percorso.

## Ordine d'arrivo (Top 10)
| Pos. | Corridore         | Squadra         | Tempo    |
| ---- | ----------------- | --------------- | -------- |
| 1    | Davide Rebellin   | Gerolsteiner    | 5h08'02" |
| 2    | Rinaldo Nocentini | AG2R La Mon.    | s.t.     |
| 3    | Aleksandr Bočarov | Crédit Agricole | s.t.     |
| 4    | Anthony Geslin    | Bouygues Tél.   | a 7"     |
| 5    | Philippe Gilbert  | F. des Jeux     | s.t.     |
| 6    | Michael Albasini  | Liquigas        | s.t.     |
| 7    | Bert De Waele     | Landbouwkrediet | s.t.     |
| 8    | Nico Sijmens      | Landbouwkrediet | s.t.     |
| 9    | Pierre Rolland    | Crédit Agricole | s.t.     |
| 10   | Fränk Schleck     | CSC-Saxo Bank   | s.t.     |